# آنخل اورتیز
آنخل اورتیز (۲۷ دسامبر ۱۹۷۷) یک بازیکن فوتبال اهل پاراگوئه است. وی در تیم ملی فوتبال پاراگوئه بازی کرده است.